# Pertússis
Tosse convulsa (português europeu) ou coqueluche (português brasileiro) é uma doença bacteriana altamente contagiosa. Os sintomas iniciais são geralmente similares aos da constipação, com corrimento nasal, febre leve e tosse. Esta é, então, seguida ao longo de semanas por um grave acesso de tosse violenta e espasmódica com sensação de asfixia que terminam com um ruído estridente durante a inspiração (estridor inspiratório). A tosse pode durar 10 semanas ou mais. Uma pessoa pode ter uma tosse tão forte que pode vomitar, fraturar as costelas ou ficar muito cansada do esforço. As crianças menores de um ano de idade podem ter pouca ou nenhuma tosse e, em vez disso, ter períodos em que não conseguem respirar. O tempo entre a infecção e o início dos sintomas é geralmente de sete  a dez dias. A doença pode ocorrer em pessoas que tenham sido vacinadas, mas os sintomas são normalmente mais brandos.
A tosse convulsa é causada pela bactéria Bordetella pertussis e é uma doença transmitida pelo ar que se espalha facilmente através da tosse e os espirros de uma pessoa infectada. As pessoas são infecciosas para outras, a partir do início dos sintomas até cerca de três semanas de tosse. As tratadas com antibióticos não são mais infecciosas depois de cinco dias. O diagnóstico é através da recolha de uma amostra a partir da parte de trás do nariz e da garganta. Esta amostra pode ser testada por qualquer cultura ou por reação em cadeia da polimerase.
A prevenção é feita, principalmente, através da vacinação com a vacina contra coqueluche. Recomenda-se a imunização inicial entre os seis e oito semanas de idade, e a administração de quatro doses nos primeiros dois anos de vida. A vacina torna-se menos efetiva ao longo do tempo, e normalmente recomendam-se doses suplementares para crianças mais velhas e adultos. Os antibióticos podem ser utilizados para evitar a doença naqueles que foram expostos e estão em risco de piora da doença. Nos portadores da doença, os antibióticos podem ser úteis se o tratamento tiver inicio dentro de três semanas após os primeiros sintomas, mas, caso contrário, têm pouco efeito na maioria das pessoas. Em crianças com menos de um ano de idade e entre mulheres grávidas, recomenda-se a toma de antibióticos no prazo de seis semanas do início dos sintomas. Os antibióticos utilizados incluem eritromicina, azitromicina, claritromicina ou trimetoprim/sulfametoxazol. Existem poucas evidências sobre a efectividade das intervenções de outros fármacos para a tosse, para além dos antibióticos. Muitas crianças com menos de um ano de idade necessitam de hospitalização.
Estima-se que 16.3 milhões de pessoas foram infectadas em 2015. A maioria dos casos ocorre em países em desenvolvimento, e pessoas de todas as idades podem ser afetadas. Em 2015, resultou em 58.700 mortes com 138.000 mortes em 1990. Cerca de 0,5% das crianças infectadas com menos de um ano de idade morrem. Surtos da doença foram descritos pela primeira vez no século XVI. A bactéria que causa a infecção foi descoberta em 1906 e a vacina contra a tosse convulsa tornou-se disponível na década de 1940.

## Causas
A Bordetella pertussis é transmitida pela inalação de gotas expulsadas pela tosse de um doente. As bactérias aderem fortemente ao epitélio ciliado dos brônquios sem invadir as células, permanecendo sempre no lúmen. Cerca de 1/3 dos adultos infectados não apresentam sintomas, mas podem transmitir a doença para seus contatos. É mais perigosa quanto infecta crianças menores de 6 anos.

## Sinais e sintomas
Após período de incubação de 5 a 20 dias, surge a fase de expulsão de catarro, com rinorreia (nariz escorrendo muco), espirros e tosse moderada, que dura duas a três semanas. A inflamação dos brônquios, com áreas de necrose, aumenta nesta fase.
Após esta fase estabelece-se um tipo de tosse diferente, convulsiva, continua e dolorosa durante em média três semanas e pode ser seguida de vómitos. A tosse segue-se a uma inspiração com som característico, tipo silvo (mais conhecido como "guincho").
Se o doente sobreviver, a fase de convalescença dura também várias semanas. A pertússis mata 1-2% das crianças com menos de um ano atingidas. Pode haver encefalopatia, presumivelmente devido à toxina, em 0,4% dos casos.

### Complicações
As complicações possíveis são devidas a organismos (como pneumococos ou Haemophylus influenzae) que aproveitam as lesões da mucosa para invadir o parênquima pulmonar, causando pneumonia.
As complicações mais comuns afetam as vias respiratórias. Os lactentes apresentam um risco especial de lesão devido à falta de oxigênio após períodos de apneia (paradas respiratórias transitórias) ou episódios de tosse. As crianças podem apresentar pneumonia, a qual pode ser fatal. Durante os episódios de tosse, o ar pode ser impulsionado dos pulmões para o interior dos tecidos que os circundam ou os pulmões podem romper e colapsar (pneumotórax). Os episódios de tosse intensa podem causar hemorragia ocular, nas membranas mucosas e, ocasionalmente, na pele ou no cérebro. Pode ocorrer a formação de uma úlcera sob a língua quando esta é comprimida contra os dentes inferiores durante os episódios de tosse. Ocasionalmente, a tosse pode causar prolapso retal ou uma hérnia umbilical, a qual pode ser observada como uma protuberância.
Os lactentes podem apresentar convulsões, mas elas são raras em crianças maiores. A hemorragia, o edema ou a inflamação cerebral podem causar lesão cerebral e retardo mental, paralisia ou outros distúrbios neurológicos. A otite média também ocorre frequentemente em consequência da coqueluche.

## Diagnóstico
Em média, os sintomas começam 7 a 21 dias após a exposição à bactéria causadora da coqueluche. As bactérias invadem o revestimento da garganta, da traqueia e das vias aéreas, aumentando a secreção de muco. A princípio, o muco é fluido, mas, a seguir, ele torna-se mais espesso e viscoso. A infecção dura aproximadamente 6 semanas, evoluindo em três estágios: estágio catarral (sintomas leves semelhantes ao de um resfriado), estágio paroxísmico (episódios de tosse intensa) e estágio de convalescença (recuperação gradual).
O médico que examina uma criança no primeiro estágio (catarral) tem de saber diferenciar a coqueluche da bronquite, da gripe e de outras infecções virais e inclusive da tuberculose, uma vez que todas essas doenças produzem sintomas parecidos. O médico coleta amostras de muco do nariz e da garganta com uma zaragatoa. A seguir, é realizada a cultura da amostra em laboratório. Quando a criança se encontra no estágio inicial da doença, a cultura do material consegue identificar as bactérias responsáveis pela coqueluche em 80 a 90% dos casos. Infelizmente, a cultura dessas bactérias nas fases mais avançadas da doença é difícil, embora a tosse esteja em sua pior fase. Os resultados podem ser obtidos mais rapidamente através do exame de amostras para detectar bactérias da coqueluche utilizando corantes de anticorpos especiais, mas esta técnica é menos confiável.

## Prevenção e Tratamento
A prevenção da doença por via da vacina, de acordo com as orientações dos planos de vacinação, incluída na antiga tríplice, agora pentavalente, é a única medida eficaz, tendo com isto sido praticamente erradicada dos países onde é praticada eficientemente.
O tratamento com antibióticos como macrolídeos (como a Azitromicina) é mais eficaz se administrado durante a fase com catarro. Na fase apenas com tosse, a eficácia é negligenciável. O antibiótico eritromicina é administrado como medida profilática às pessoas expostas à coqueluche.
A doença é auto-limitada, durando algumas semanas sem tratamento e alguns dias com tratamento.

### Implementação
Em Portugal, a vacinação de recém-nascidos e crianças não é obrigatória nem tem força de lei, sendo dada aos pais a opção de vacinar ou não, embora seja um conselho dado pela grande maioria dos profissionais de saúde.
A recusa de vacinação obriga à assinatura de um termo de responsabilidade por parte dos progenitores ou legais guardiões das crianças.

## Epidemiologia

É muito mais comum em países subdesenvolvidos.

A B. pertussis existe em todo o mundo e só infecta seres humanos. Estima-se que ocorram cerca de 30 a 50 milhões de casos por ano que resultam em 300 000 mortes. Em termos gerais, os pacientes são crianças com menos de um ano de idade, 90% dos casos ocorrendo em locais que não possuem boa campanha de vacinação.
A doença foi uma das principais causas de mortalidade antes da última década de 40 nos Estados Unidos, período que antecedeu o advento da vacina. Desde a última década de 80, são registrados aumentos cíclicos a cada 3 e 4 anos.
Segundo dados da OMS, a incidência da doença triplicou na América Latina e América do Norte entre 2006 e 2008. Em 2012, os 1.759 casos no Brasil provocaram 39 mortes, a maioria de bebês. Inglaterra e Espanha também tiveram surtos, com mais de 6 mil de casos em 2012. A Sociedade Brasileira de Imunizações e a Sociedade Brasileira de Pediatria recomendam a vacinação de reforço para adolescentes e adultos não vacinados para que não infectem bebês, as principais vítimas letais.

## História
Foi descrita pela primeira vez em 1907 pelo belga Jules Bordet e pelo francês Octave Gengou. A vacina foi desenvolvida em 1926 pelo italiano Jhones Mascolvesk. O genoma da bactéria foi sequenciado em 2002.